# 정경묵
정경묵(鄭京黙, 일본어: 久保 覚 구보 사토루[*] 1937년 2월~1998년 9월 9일)은 대한민국의 편집자이자, 문화 활동가, 한국 예능 문화사 연구가이다.
재일 한국인이며, 60년대부터 많은 작품들을 편집자로서 간행해, 「전집 현대문학의 발견」(학예서림)과 「하나다 세이키 전집」(고단샤)의 편찬에서도 참여했다.

## 저서
- 「수집의 변증법──쿠보각 유고집」(그림자 서방)
- 「고서 발견──여자들의 책을 쫓아」(그림자 서방)
- 「여행자의 세계」(공저, 아사히 문고)
- 「별책 신평 하나다 키요키의 세계」(편저, 신평사)
- 『아이에게 주는 책』(편저, 미스즈 서방)
- 『아이에게 주는 책 제2집』(편저, 미스즈 서방)
- 『여자들의 말』(편저, 아오키 서점)